# Prima 4K
Prima 4K este un canal TV în format UHD care transmite fotbal și alte competiții sportive. A fost lansat în data de 19 iunie 2020, sub numele Look 4K. Decizia de lansare a postului Look 4K fusese aprobată de către CNA la 19 noiembrie 2019. Canalul face parte din grupul Clever Group (în trecut Clever Media Network). 
Din 19 aprilie 2022, odată cu redenumirea Look Sport în Prima Sport, Look 4K a devenit Prima 4K.
A transmis în seara zilei de 23 februarie 2025, prima partidă din campionatul României transmisă în format 4K, FCSB - Dinamo, disputată pe Arena Națională. 

## Competiții sportive
- UEFA Champions League
- UEFA Europa League
- UEFA Conference League
- Premier League
- La Liga
- Bundesliga
- Superliga [5]